# Herman Hendrik Vitringa (1757-1801)
Herman Hendrik Vitringa (Arnhem, gedoopt 22 september 1757 - Den Haag, 19 mei 1801) was een Nederlandse politicus.

## Leven en werk
Vitringa werd in september 1757 te Arnhem geboren als zoon van de predikant Martinus Vitringa en van Diderica Maria Otters. Hij studeerde van 1773 tot 1776 rechten aan de hogeschool van Groningen en promoveerde op een proefschrift getiteld "De confessione reorum". Vitringa trouwde op 30 april 1780 te Doornspijk met Catharina Metta Lucretia van Hoeclum. Hij werd in 1786 als leider van de patriottische beweging van Elburg benoemd tot secretaris van deze Gelderse plaats. Na de bezetting van Elburg door de prinsgezinden week hij enige tijd uit naar Frankrijk. Het hof van Gelderland verbande hem voor zes jaar uit het gewest. Hij koos van 1787 tot 1795 domicilie in Kampen. In 1795 keerde hij terug op het politieke toneel. Zijn rentree begon in Gelderland waar hij gekozen werd tot lid van de vergadering van provisionele representanten van het volk in het kwartier van de Veluwe. Ook werd hij benoemd tot lid en secretaris van het college van politie, financiën en algemeen welzijn in Gelderland. Daarna werd hij ook op nationaal terrein politiek actief. Hij vertegenwoordigde in 1795 en 1796 Gelderland in de vergaderingen der Staten-Generaal. Hij was lid en voorzitter van de Eerste Nationale Vergadering (1796-1797) en lid van de Tweede Nationale Vergadering (1797-1798). In 1798 werd hij als federalist enkele maanden gevangen gehouden in Huis ten Bosch. Na zijn vrijlating werd hij benoemd tot raadsheer bij het Hof van Justitie van Gelre en Zutphen. In 1799 werd hij gekozen tot lid van het Vertegenwoordigend Lichaam. Deze functie vervulde hij tot zijn overlijden op 19 mei 1801 te 's-Gravenhage. Hij werd twee dagen later begraven in de Kloosterkerk aldaar.
Zijn zoon Campegius Lambertus was van 1814 tot 1851 burgemeester van Nunspeet en van Ermelo. Deze zoon beschreef in het eerste deel van zijn in de jaren 1857-1864 uitgegeven vierdelig werk Gedenkschrift onder meer de staatkundige loopbaan van zijn vader Mr. Herman Hendrik Vitringa.
Zijn broer Lambertus Julius was landsadvocaat en president van de Hoge Militaire Vierschaar.
- Biografisch Portaal: 04570896
- Digitale Bibliotheek voor de Nederlandse Letteren: vitr006
- International Standard Name Identifier: 0000 0003 9582 6165
- Nederlandse Thesaurus van Auteursnamen: 07004368X
- Parlement.com: vg09llx8c5tk
- Virtual International Authority File: 290652267
- WorldCat: E39PBJf4fMkfpQTXJjGg6YFVG3